# Raionul Novoukraiinka, Kirovohrad
Novoukraiinka (în ucraineană Новоукраїнський район, transliterat: Novoukraiinskîi raion) este un raion în regiunea Kirovohrad, Ucraina. Are reședința la Novoukraiinka.
Are o suprafață de 5.198,9 km². Populația este de 142.700 locuitori, determinată în 2020.